# رون روبرتس (لاعب دوري الرغبي)
رون روبرتس (بالإنجليزية: Ron Roberts)‏ هو لاعب دوري الرغبي أسترالي، ولد في 1927 في نيوكاسل في أستراليا، وتوفي في 2003.